# Kanton Lanta
Kanton Lanta (francouzsky Canton de Lanta) je francouzský kanton v departementu Haute-Garonne v regionu Midi-Pyrénées. Tvoří ho 10 obcí.

## Obce kantonu
- Aigrefeuille
- Aurin
- Bourg-Saint-Bernard
- Lanta
- Lauzerville
- Préserville
- Sainte-Foy-d'Aigrefeuille
- Saint-Pierre-de-Lages
- Tarabel
- Vallesvilles